# Donald Tovey
Sir Donald Francis Tovey (Eton, 17 juli 1875 - Edinburgh, 10 juli 1940) was een Brits pianist, componist, musicoloog en muziektheoreticus.

## Biografie
Voordat hij aan zijn studie begon in 1894, kreeg hij pianolessen van Sophie Weisse, lessen in contrapunt van Parrett en enkele lessen van sir Hubert Parry.
Tovey was een erudiet, een enorm belezen en intelligent man. Hij had gestudeerd in Oxford, was naast pianist en componist ook musicoloog en begon zijn muzikale loopbaan, ondanks zijn nogal kleine handen, als pianovirtuoos. Hij verliet Oxford in 1898 en werd spoedig beroemd als pianist in Berlijn, Londen en Wenen. Vanaf 1914 werkte Tovey, geboren in Eton, Engeland, als hoogleraar aan de Universiteit van Edinburgh en werd hij een van de belangrijkste Engelse musicologen van dat ogenblik. Hij werkte o.a. mee aan de Encyclopedia Brittanica.
De onder zijn redactie uitgegeven pianowerken van Bach en Beethoven zijn nog steeds in gebruik. Hij voltooide de slotfuga in Bachs Kunst der Fuge. Tovey schreef veel voor piano waaronder het Pianoconcert in A in 1903. Een werk met veel invloeden van Brahms. Desalniettemin is het geen kopie van het werk van Brahms maar heeft een eigen stijl, een stijl die onmiskenbaar van Tovey is. Afgezien van enkele uitvoeringen in Edinburgh en in Aken, Duitsland, werd het stuk niet meer na 1913 uitgevoerd. Pas in 1998 werd het voor het eerst op een geluidsdrager vastgelegd in de serie The Romantic Piano Concerto door pianist Steven Osborne. Het is dan net als het Scottish Concerto van Mackenzie een ‘première’. Beide werken staan zelden op het programma van een pianist of orkest en is alleen te horen via dit soort cd-uitgaves of YouTube.
In het pianoconcert laat Tovey zien dat hij een vakman is. Het werk zit goed in elkaar, is een mooie eenheid en is pianistisch gezien een uitdaging. Tovey zelf heeft de première gespeeld in 1903. Naast het pianoconcert heeft Tovey ook een celloconcert geschreven, het langste celloconcert uit de muziekgeschiedenis. Hij heeft het opgedragen aan Pablo Casals die het voor het eerst uitgevoerd heeft op 22 november 1934 in Edinburgh. Het stuk wordt nog wel eens uitgevoerd.
In 1935 werd Tovey ‘Sir Donald’ op voordracht van Edward Elgar.

## Publicaties van Tovey (selectie)
- Musical Forms and Matter (1934)
- Normality and Freedom in Music (1936)
- A Musician Talks (2 delen: 1. Integrity of Music, 1936; 2. Musical Textures, 1941)
- Beethoven (1944) postuum uitgebracht
- Essays in Musical Analysis (6 delen, 1935 - 1939), herdruk in 1972